# Kristina Bermúdez
Kristina Bermúdez (španjolski Cristina Bermúdez) (o. 982. — Cornellana, 1051./1067.) bila je leonska infanta. Njezini su roditelji bili kralj Bermudo II. i njegova prva supruga, kraljica Velasquita Ramírez. Kad je Bermudo „otpustio” svoju suprugu kako bi se oženio Elvirom, Kristina je napustila kraljevski dvor u Leonu i otišla u Asturiju.
Kristinin je suprug bio Ordoño Ramírez, sin kralja Ramira III. Leonskog. Prema teoriji, brak je sklopljen po planu kraljice Velasquite i kraljice udovice Terezije Ansúrez. Kristina i njen suprug dobili su Alfonsa, Aldonzu, Ordoña i Pelayu.